# オールナイトニッポン 有楽町音楽室
オールナイトニッポン 有楽町音楽室（オールナイトニッポン ゆうらくちょうおんがくしつ）は、ニッポン放送の深夜番組オールナイトニッポンの1つでバカボン鬼塚がパーソナリティを担当していたラジオ番組。なおこの項目では前身番組であるオールナイトニッポンR 有楽町音楽室についても記載する。
25時台のオールナイトニッポンは通常ならば、「（パーソナリティの名前）のオールナイトニッポン」とつくが、それ以外の25時台レギュラーのオールナイトニッポンタイトルとしては2004年3月に終了した「リスナーズBEST」以来、3年ぶりとなっていた。

## 概要
ニッポン放送による、新人アーティストを発掘するプロジェクト。番組と連動した企画として、定期ライブの開催・収録、携帯電話等での音源配信などを行っていた。

## 歴史
- 2006年2月24日:オールナイトニッポンR スペシャルナイト枠・オールナイトニッポンR 有楽町音楽室として27:00-29:00に放送。ナビゲーターはコハ・ラ・スマート（バーレスクエンジン）。
- 2006年4月以降:毎月最終土曜日の27:00-28:30に放送（全13回）。1回の放送につき数組のアーティストをゲストに迎えてトークをしたり楽曲を生披露させたりしていた。
- 2007年4月6日:オールナイトニッポン金曜1部に移動し、週1番組となった。ナビゲーターはコハ・ラ・スマートからバカボン鬼塚へ変更し、各種コーナーもスタート。
- 2008年4月11日:週1番組としての最終放送日となった。
- 2008年5月からはオールナイトニッポン クリエイターズナイト内の1コンテンツへと移行し、原則として第4金曜日のみの放送となった（10月・11月分は都合により翌月第1週に振替）が、スペシャルナイト以外の残りの週は25:45-26:00頃にミニコーナー「有楽町音楽準備室」担当としてバカボン鬼塚が登場していた。
- 2008年12月26日:月1回の放送が最終回となり、番組終了。

## 放送時間
- 毎月第4金曜日 25:00 - 27:00（ニッポン放送をキーステーションに全国36局ネット）

## 主なコーナー
- ピカスタ・オーディション！
  - まだピカ！ゴールドラッシュの後継のリスナーからのデモテープを公開審査する新人発掘コーナー。2007年10月5日放送にて開始。まだピカ!ゴールドラッシュとは違い、リスナー投票の得票数でもピカ数が左右される。1回の配点はゲスト審査員の持ち点各曲最高10点+リスナー投票の順位による配点で、基本的に3曲紹介の場合は得票数1位の曲に10ピカ、2位の曲に6ピカ、3位の曲に4ピカがリスナー点として配点される。複数人のゲストが出演しゲスト1人につき5ピカの持ち点になった場合はリスナー投票による配点数も少なくなる。これまで通りピカ数通算50ピカでちょいピカに昇格し携帯音楽サイトmusic.jpで楽曲を配信、昇格リスナーの番組出演も決まる。
  - 2008年1月11日の放送で、このコーナーとその前身の「まだピカ!ゴールドラッシュ」のコーナーで紹介されたリスナーからの曲を集めたコンピレーションCDを作ることが決定。曲目はリスナーからの投票で決まる。
- バカ押し
  - バカボン鬼塚お勧めの楽曲を紹介するオープニングコーナー。
- 今週の“ちょいピカ!”アーティスト
  - ゲストコーナー。インディーズからデビューしたての新人まで幅広く迎える。
- 有楽町エンタメタイムズ（2007年10月5日放送～）
  - 映画と音楽の情報を週替わりで報じるコーナー。最初に3つのトピックスを挙げ、そのあと週の担当がその中から1つの事柄を詳しく紹介する。音楽担当にはまだピカ!ゴールドラッシュで審査員を務めていた音楽情報サイトミュージックマシーンのTAKUYA、映画担当にはニッポン放送エンタメ事業部の後藤がそれぞれ出演。
- ミュージックドット押谷
  - 押谷沙樹が番組に登場した際に行われるコーナー。リスナーから作曲シチュエーションを募集し、押谷沙樹がそれを元に番組内で曲を作る。

## 過去のコーナー
- alutoのジングル始めました
  - リスナーからの質問・相談にalutoが答えをジングルとして歌っているっている。
- 和サビ(わさび)
  - 洋楽曲のサビに日本語詞をつける替え歌コーナー。
- 空詞(からし)
  - 替え歌コーナー。お題の有名楽曲の一部分の詞を変更。
- 有楽町アカペラ相談室
  - 悩みをアカペラで歌って解決。
- 音楽百人一首
  - クイズコーナー。有名楽曲の一部分の詞だけで、歌手名&楽曲名をリスナーが当てる。
- 我ら妄想族
  - 大物ミュージシャンのデビュー時代を勝手に妄想。
- まだピカ!ゴールドラッシュ（ミュージック ヒーローオーディション）
  - 週1回放送開始当初の新人発掘企画。ミュージシャン志望のリスナーから寄せられたデモテープを音楽情報サイトミュージックマシーン音楽ライターのTAKUYAと司会のバカボンによる各10ピカで最高20ピカによる採点審査で公開オーディションする。ピカ数が通算50を超え高評価アーティスト「ちょいピカ!」に昇格すると、music.jpで昇格者の楽曲が配信される。2007年10月5日からはピカスタオーディションのコーナーにオーディション機能を移したが、その後も採点なしのバカボンによる曲の評論のみで数週間存続。
- alutoのジングル始めました〜
  - リスナーからの質問・相談にalutoが答えをジングルとして歌う。R第5夜にてスタート）

## 主なちょいピカアーティスト
- aluto
  - オールナイトニッポンR時代より番組に登場し続けていたアーティスト。2007年7月に全国166店舗のCD店で番組とコラボして｢道 ～to you all｣の先行試聴キャンペーンを行った。
- 雨ふらしカルテット
  - 番組内でニッポン放送の「ニッポン放送があるじゃないか」ジングルをベースとしたオリジナル曲「オールナイト・ムーン」を制作した。
- 押谷沙樹
  - 番組ED曲（2007年4月～9月は「花火」、それ以降は｢願い空｣）を担当。
- Canade i
  - まだピカゴールドラッシュ発のちょいピカアーティスト。2007年7月6日の放送で初の50ピカ超えを達成し、それ以降何度か番組に出演。2007年10月31日からサークルKサンクスで販売されたオールナイトニッポン40周年記念カップ麺のCMソングを担当した。

## ピンチヒッター（代役）
最初から特別番組として放送されるケースと、バカボン鬼塚が春休み、夏休み、秋休み、冬休みで休む時に代役として起用されるケースがあった。

### 2007年
- 4月20日 滝沢秀明（滝沢秀明のオールナイトニッポン）
- 6月1日 中村正人（中村正人のオールナイトニッポン）
- 7月13日 香取慎吾（香取慎吾のオールナイトニッポン西遊記スペシャル）…草彅剛が乱入。
- 8月24日 滝沢秀明（滝沢秀明のオールナイトニッポン）
- 9月21日 アンジェラ・アキ（アンジェラ・アキのオールナイトニッポン）
- 10月19日 滝沢秀明（滝沢秀明のオールナイトニッポン）
- 11月16日 玉木宏（玉木宏のオールナイトニッポン）
- 11月23日 本谷有希子（本谷有希子のオールナイトニッポン）
- 12月14日 生田斗真（生田斗真のオールナイトニッポン）

### 2008年
- 2月1日 よゐこ（週刊ファミ通1000号突破記念 よゐこのオールナイトニッポン ゲームナイトニッポンスペシャル）
- 2月15日 日本アカデミー賞スペシャル（ドランクドラゴン・増田みのり）
- 2月22日 岡野昭仁（※2月23日にナインティナインが担当するために1日前倒しての放送）
- 3月28日 オールナイトニッポンスペシャル　決定!マンガ大賞2008（吉田尚記）